# Кубок Азии по футболу 2007
Кубок Азии по футболу 2007 года — главное футбольное соревнования Азии, которое проводилось впервые сразу в четырёх государствах — Малайзии, Таиланде, Индонезии и Вьетнаме — в период с 7 по 29 июля. Страны-организаторы получили путёвки на Кубок Азии автоматически. Остальные 12 участников были отобраны по итогам квалификационного раунда, в котором приняло участие 24 команды. 19 декабря 2006 года в Куала-Лумпуре состоялась жеребьёвка финального турнира.

## Выборы организаторов
Президент АФК Мохаммед бин Хаммам предложил провести Кубок Азии в 2007 году сразу в 4 странах. Однако впоследствии он пожалел о таком решении и сказал, что впредь подобных турниров не будет. Так как при организации в 4 странах пришлось столкнуться с кучей финансовых и логистических проблем. Особенно большие нарекания у АФК вызвала подготовка к турниру в Таиланде. За 2 года до Кубка Азии эта страна дважды получала предупреждение. Летом 2005 года также активно обсуждался возможный перенос турнира из Таиланда в Сингапур.

## Стадионы
| Индонезия           | Индонезия           | Малайзия             | Малайзия                     |
| Джакарта            | Палембанг           | Куала-Лумпур         | Шах-Алам                     |
| Гелора Бунг Карно   | Гелора Шривиджая    | Букит Джалил         | Шах-Алам                     |
| Вместимость: 88 083 | Вместимость: 40 000 | Вместимость: 87 411  | Вместимость: 80 372          |
|                     |                     |                      |                              |
| Таиланд             | Таиланд             | Вьетнам              | Вьетнам                      |
| Бангкок             | Бангкок             | Ханой                | Хошимин                      |
| Раджамангала        | Супхачаласай        | Национальный стадион | Стадион 7-го военного округа |
| Вместимость: 51 552 | Вместимость: 19 793 | Вместимость: 40 192  | Вместимость: 25 000          |
|                     |                     |                      |                              |

## Жеребьёвка
В преддверии кубка 16 сборных, вышедших в финальную часть турнира, были разбиты на 4 корзины, в соответствии с мировым рейтингом сборных на декабрь 2006 года, с целью непересечения сильных сборных уже на предварительном этапе.
| Корзина 1                          | Корзина 2              | Корзина 3                               | Корзина 4                              |
| ---------------------------------- | ---------------------- | --------------------------------------- | -------------------------------------- |
| Индонезия Малайзия Таиланд Вьетнам | Китай Ирак ОАЭ Бахрейн | Катар Узбекистан Саудовская Аравия Оман | Австралия Иран Япония Республика Корея |

## Судьи
| Мэттью Бризи Марк Шилд Джасим Карим Масуд Моради Абдульрахман Абду Сунь Баоцзе Ли Ги Ён Квон Джон Чхоль | Саад аль-Фадли Талаат Наджм Али аль-Бадвави Халил аль-Гамди Эдди Майе Мухсен Басма Сатоп Тонгкхан Юити Нисимура |

## Групповой турнир

### Группа A
| Поз | Команда     | И | В | Н | П | МЗ | МП | РМ | О | Квалификация     |
| --- | ----------- | - | - | - | - | -- | -- | -- | - | ---------------- |
| 1   | Ирак        | 3 | 1 | 2 | 0 | 4  | 2  | +2 | 5 | Выход в плей-офф |
| 2   | Австралия   | 3 | 1 | 1 | 1 | 6  | 4  | +2 | 4 | Выход в плей-офф |
| 3   | Таиланд (Х) | 3 | 1 | 1 | 1 | 3  | 5  | −2 | 4 |                  |
| 4   | Оман        | 3 | 0 | 2 | 1 | 1  | 3  | −2 | 2 |                  |

| Таиланд             | 1:1     | Ирак            |
| ------------------- | ------- | --------------- |
| Суксомкит 6′ (пен.) | (отчёт) | Юнис Махмуд 32′ |

| Австралия  | 1:1     | Оман            |
| ---------- | ------- | --------------- |
| Кэхилл 90′ | (отчёт) | аль-Маймани 32′ |

| Оман | 0:2     | Таиланд           |
| ---- | ------- | ----------------- |
|      | (отчёт) | Тонканья 70′, 78′ |

| Ирак                                 | 3:1     | Австралия  |
| ------------------------------------ | ------- | ---------- |
| Акрам 22′ · Мохаммед 60′ · Яссим 86′ | (отчёт) | Видука 47′ |

| Таиланд | 0:4     | Австралия                                |
| ------- | ------- | ---------------------------------------- |
|         | (отчёт) | Бошам 21′ · Видука 80′, 83′ · Кьюэлл 90′ |

| Оман | 0:0     | Ирак |
| ---- | ------- | ---- |
|      | (отчёт) |      |

### Группа B
| Поз | Команда     | И | В | Н | П | МЗ | МП | РМ | О | Квалификация     |
| --- | ----------- | - | - | - | - | -- | -- | -- | - | ---------------- |
| 1   | Япония      | 3 | 2 | 1 | 0 | 8  | 3  | +5 | 7 | Выход в плей-офф |
| 2   | Вьетнам (Х) | 3 | 1 | 1 | 1 | 4  | 5  | −1 | 4 | Выход в плей-офф |
| 3   | ОАЭ         | 3 | 1 | 0 | 2 | 3  | 6  | −3 | 3 |                  |
| 4   | Катар       | 3 | 0 | 2 | 1 | 3  | 4  | −1 | 2 |                  |

| Вьетнам                                  | 2:0     | ОАЭ |
| ---------------------------------------- | ------- | --- |
| Хюинь Куанг Тхань 63′ · Ле Конг Винь 73′ | (отчёт) |     |

| Япония               | 1:1 | Катар               |
| -------------------- | --- | ------------------- |
| Наохиро Такахара 61′ |     | Себастьян Сориа 88′ |

| Катар               | 1:1     | Вьетнам            |
| ------------------- | ------- | ------------------ |
| Себастьян Сориа 79′ | (отчёт) | Фан Тхань Бинь 32′ |

| ОАЭ          | 1:3     | Япония                                                  |
| ------------ | ------- | ------------------------------------------------------- |
| аль-Касс 66′ | (отчёт) | Наохиро Такахара 22′, 27′ · Сюнсукэ Накамура 47′ (пен.) |

| Вьетнам                 | 1:4     | Япония                                                           |
| ----------------------- | ------- | ---------------------------------------------------------------- |
| Кэйта Судзуки 8′ (авт.) | (отчёт) | Сэйитиро Маки 12′, 59′ · Ясухито Эндо 32′ · Сюнсукэ Накамура 53′ |

| Катар               | 1:2     | ОАЭ                       |
| ------------------- | ------- | ------------------------- |
| Себастьян Сориа 42′ | (отчёт) | аль-Касс 59′ · Халиль 90′ |

### Группа C
| Поз | Команда      | И | В | Н | П | МЗ | МП | РМ  | О | Квалификация     |
| --- | ------------ | - | - | - | - | -- | -- | --- | - | ---------------- |
| 1   | Иран         | 3 | 2 | 1 | 0 | 6  | 3  | +3  | 7 | Выход в плей-офф |
| 2   | Узбекистан   | 3 | 2 | 0 | 1 | 9  | 2  | +7  | 6 | Выход в плей-офф |
| 3   | Китай        | 3 | 1 | 1 | 1 | 7  | 6  | +1  | 4 |                  |
| 4   | Малайзия (Х) | 3 | 0 | 0 | 3 | 1  | 12 | −11 | 0 |                  |

| Малайзия      | 1:5     | Китай                                                |
| ------------- | ------- | ---------------------------------------------------- |
| Махаюддин 74′ | (отчёт) | Хань Пэн 15′, 55′ · Шао Цзяъи 36′ · Ван Дун 51′, 90′ |

| Иран                       | 2:1     | Узбекистан       |
| -------------------------- | ------- | ---------------- |
| Хоссейни 55′ · Каземян 78′ | (отчёт) | Резаи 16′ (авт.) |

| Узбекистан                                                        | 5:0     | Малайзия |
| ----------------------------------------------------------------- | ------- | -------- |
| Шацких 10′, 89′ · Кападзе 30′ · Бакаев 45′ (пен.) · Ибрагимов 85′ | (отчёт) |          |

| Китай                           | 2:2     | Иран                      |
| ------------------------------- | ------- | ------------------------- |
| Шао Цзяъи 7′ · Мао Чжанцинь 33′ | (отчёт) | Занди 45+1′ · Некунам 74′ |

| Малайзия | 0:2     | Иран                              |
| -------- | ------- | --------------------------------- |
|          | (отчёт) | Некунам 29′ (пен.) · Теймурян 79′ |

| Узбекистан                             | 3:0     | Китай |
| -------------------------------------- | ------- | ----- |
| Шацких 72′ · Кападзе 86′ · Гейнрих 90′ | (отчёт) |       |

### Группа D
| Поз | Команда           | И | В | Н | П | МЗ | МП | РМ | О | Квалификация     |
| --- | ----------------- | - | - | - | - | -- | -- | -- | - | ---------------- |
| 1   | Саудовская Аравия | 3 | 2 | 1 | 0 | 7  | 2  | +5 | 7 | Выход в плей-офф |
| 2   | Республика Корея  | 3 | 1 | 1 | 1 | 3  | 3  | 0  | 4 | Выход в плей-офф |
| 3   | Индонезия (Х)     | 3 | 1 | 0 | 2 | 3  | 4  | −1 | 3 |                  |
| 4   | Бахрейн           | 3 | 1 | 0 | 2 | 3  | 7  | −4 | 3 |                  |

| Индонезия                     | 2:1 | Бахрейн     |
| ----------------------------- | --- | ----------- |
| Сударсоно 14′ · Памунгкас 64′ |     | Джалаль 27′ |

| Республика Корея | 1:1 | Саудовская Аравия      |
| ---------------- | --- | ---------------------- |
| Чо Сон Кук 66′   |     | аль-Кахтани 77′ (пен.) |

| Саудовская Аравия               | 2:1 | Индонезия |
| ------------------------------- | --- | --------- |
| аль-Кахтани 12′ · аль-Харти 90′ |     | Эйбой 17′ |

| Бахрейн                  | 2:1 | Республика Корея |
| ------------------------ | --- | ---------------- |
| Иса 43′ · Абдуллатиф 85′ |     | Ким Ду Хён 4′    |

| Индонезия | 0:1 | Республика Корея |
| --------- | --- | ---------------- |
|           |     | Ким Джон У 33′   |

| Саудовская Аравия                                       | 4:0 | Бахрейн |
| ------------------------------------------------------- | --- | ------- |
| А. аль-Муса 18′ · аль-Кахтани 45′ · аль-Джассим 68′ 79′ |     |         |

## Плей-офф

### Сетка
|  | Четвертьфиналы                   | Четвертьфиналы    |                         |       | Полуфиналы        | Полуфиналы        |  |  | Финал | Финал |
|  |                                  |                   |                         |       |                   |                   |  |  |       |       |
|  | 21 июля — Бангкок (Раджамангала) |                   |                         |       |                   |                   |  |  |       |       |
|  |                                  |                   |                         |       |                   |                   |  |  |       |       |
|  | Ирак                             | 2                 |                         |       |                   |                   |  |  |       |       |
|  | Ирак                             | 2                 | 25 июля — Куала-Лумпур  |       |                   |                   |  |  |       |       |
|  | Вьетнам                          | 0                 |                         |       |                   |                   |  |  |       |       |
|  | Вьетнам                          | 0                 | Ирак (пен.)             | 0 (4) |                   |                   |  |  |       |       |
|  | 22 июля — Куала-Лумпур           |                   | Ирак (пен.)             | 0 (4) |                   |                   |  |  |       |       |
|  |                                  | Республика Корея  | 0 (3)                   |       |                   |                   |  |  |       |       |
|  | Иран                             | Республика Корея  | 0 (3)                   | 0 (2) |                   |                   |  |  |       |       |
|  | Иран                             |                   | 29 июля — Джакарта      | 0 (2) |                   |                   |  |  |       |       |
|  | Республика Корея (пен.)          | 0 (4)             |                         |       |                   |                   |  |  |       |       |
|  | Республика Корея (пен.)          | 0 (4)             | Ирак                    | 1     |                   |                   |  |  |       |       |
|  | 21 июля — Ханой                  |                   | Ирак                    | 1     |                   |                   |  |  |       |       |
|  |                                  | Саудовская Аравия | 0                       |       |                   |                   |  |  |       |       |
|  | Япония (пен.)                    | Саудовская Аравия | 0                       | 1 (4) |                   |                   |  |  |       |       |
|  | Япония (пен.)                    | 25 июля — Ханой   |                         | 1 (4) |                   |                   |  |  |       |       |
|  | Австралия                        | 1 (3)             |                         |       |                   |                   |  |  |       |       |
|  | Австралия                        | 1 (3)             | Япония                  | 2     |                   |                   |  |  |       |       |
|  | 22 июля — Джакарта               |                   | Япония                  | 2     |                   |                   |  |  |       |       |
|  |                                  | Саудовская Аравия | 3                       |       | Матч за 3-е место | Матч за 3-е место |  |  |       |       |
|  | Саудовская Аравия                | Саудовская Аравия | 3                       | 2     | Матч за 3-е место | Матч за 3-е место |  |  |       |       |
|  | Саудовская Аравия                |                   | 28 июля — Палембанг     | 2     |                   |                   |  |  |       |       |
|  | Узбекистан                       | 1                 |                         |       |                   |                   |  |  |       |       |
|  | Узбекистан                       | 1                 | Республика Корея (пен.) | 0 (6) |                   |                   |  |  |       |       |
|  |                                  |                   |                         |       |                   |                   |  |  |       |       |
|  | Япония                           | 0 (5)             |                         |       |                   |                   |  |  |       |       |
|  | Япония                           | 0 (5)             |                         |       |                   |                   |  |  |       |       |

### 1/4 финала
| Япония                                                            | 1:1 (доп. вр.) | Австралия                            |
| ----------------------------------------------------------------- | -------------- | ------------------------------------ |
| Наохиро Такахара 72′                                              | (отчёт)        | Алоизи 69′                           |
| Пенальти                                                          |                |                                      |
| Накамура · Ясухито Эндо · Юити Комано · Такахара · Юдзи Накадзава | 4:3            | Кьюэлл · Нил · Кэхилл · Карл · Керни |

| Ирак           | 2:0     | Вьетнам |
| -------------- | ------- | ------- |
| Махмуд 2′, 66′ | (отчёт) |         |

| Иран                                 | 0:0 (доп. вр.) | Республика Корея                                                 |
| ------------------------------------ | -------------- | ---------------------------------------------------------------- |
|                                      | (отчёт)        |                                                                  |
| Пенальти                             |                |                                                                  |
| Занди · Махдавикия · Энаяти · Хатиби | 2:4            | Ли Чхон Су · Ким Сан Сик · Ким До Хён · Чо Джэ Джин · Ким Джон У |

| Саудовская Аравия             | 2:1     | Узбекистан  |
| ----------------------------- | ------- | ----------- |
| аль-Кахтани 3′ · аль-Муса 75′ | (отчёт) | Соломин 81′ |

### 1/2 финала
| Ирак                                          | 0:0 (доп. вр.) | Республика Корея                                               |
| --------------------------------------------- | -------------- | -------------------------------------------------------------- |
|                                               | (отчёт)        |                                                                |
| Пенальти                                      |                |                                                                |
| Хавар Мохаммед · Мунир · Абдул-Амир · Мнаджед | 4:3            | Ли Чхон Су · Ли Дон Гук · Чо Джэ Джин · Ём Ки Хун · Ким Джон У |

| Япония                           | 2:3     | Саудовская Аравия               |
| -------------------------------- | ------- | ------------------------------- |
| Юдзи Накадзава 37′ · Юки Абэ 53′ | (отчёт) | аль-Кахтани 35′ · Муат 47′, 57′ |

### Матч за 3-е место
| Республика Корея                                                       | 0:0 (доп. вр.) | Япония                                                                           |
| ---------------------------------------------------------------------- | -------------- | -------------------------------------------------------------------------------- |
|                                                                        | (отчёт)        |                                                                                  |
| Пенальти                                                               |                |                                                                                  |
| Чо Джэ Джин · О Бом Сок · Ли Чхон Су · Ли Хо · Ким Джин Гю · Ким Чхи У | 6:5            | Накамура · Ясухито Эндо · Юки Абэ · Юити Комано · Юдзи Накадзава · Наотакэ Ханъю |

### Финал
| Ирак       | 1:0     | Саудовская Аравия |
| ---------- | ------- | ----------------- |
| Махмуд 71′ | (отчёт) |                   |

## Чемпион
| Кубок Азии 2007   |
| Ирак Первый титул |

## Статистика турнира
- В 32 матчах турнира было забито 84 гола (в среднем 2. 63 гола за игру)
- Матчи посетило 724222 зрителя (в среднем 22632 зрителя за игру)
- Лучшие бомбардиры: Яссир аль-Кахтани ( Саудовская Аравия) (1 с пенальти); Наохиро Такахара ( Япония), Юнис Махмуд ( Ирак) — по 4
- Лучший игрок турнира — Юнис Махмуд ( Ирак)